# Dhogrí
Dhogrí (Dogri) är en ort i Grekland.   Den ligger i prefekturen Nomós Aitolías kai Akarnanías och regionen Västra Grekland, i den centrala delen av landet, 200 km väster om huvudstaden Aten. Dhogrí ligger 93 meter över havet och antalet invånare är 136. Den ligger vid sjön Límni Trichonída.
Terrängen runt Dhogrí är varierad. Runt Dhogrí är det ganska glesbefolkat, med 23 invånare per kvadratkilometer. Närmaste större samhälle är Agrínio, 14,2 km väster om Dhogrí. 